# USS LST-428

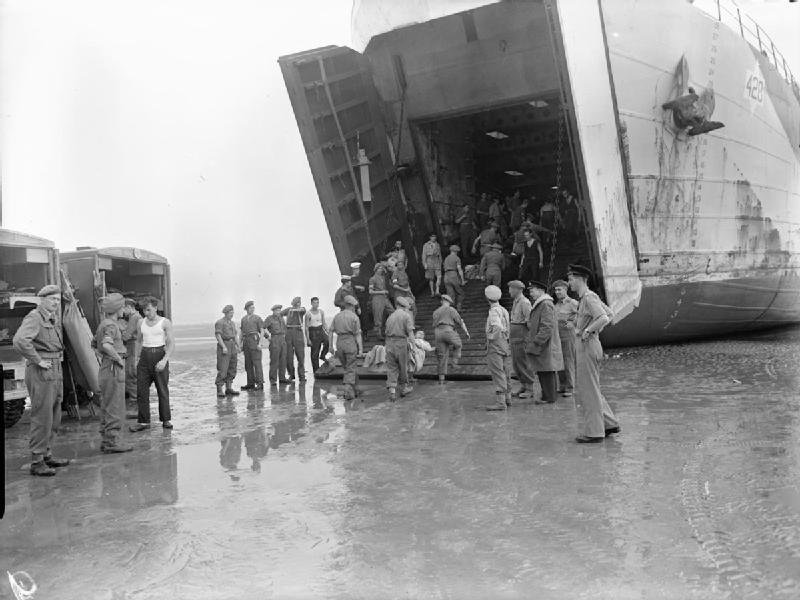

O USS LST-428 foi um navio de guerra norte-americano da classe LST que operou durante a Segunda Guerra Mundial.